# Округ Ајрон (Јута)
Округ Ајрон (енгл. Iron County) је округ у америчкој савезној држави Јута. По попису из 2010. године број становника је 46.163.

## Демографија
Према попису становништва из 2010. у округу је живело 46.163 становника, што је 12.384 (36,7%) становника више него 2000. године.
| Група             | 2000.          | 2010.          |
| Белци             | 30.829 (91,3%) | 40.226 (87,1%) |
| Афроамериканци    | 119 (0,4%)     | 227 (0,5%)     |
| Азијати           | 251 (0,7%)     | 349 (0,8%)     |
| Хиспаноамериканци | 1.383 (4,1%)   | 3.563 (7,7%)   |
| Укупно            | 33.779         | 46.163         |